# Кенема (округ)
Кенема — округ в Сьерра-Леоне с населением примерно 498 000 человек. Принадлежит к Восточной провинции, и располагается на границе с Либерией. Столица округа - одноимённый город Кенема, крупнейшие города - Пандебу, Блама, Пангума, Барма, Боаибу. Округ разделён на 16 вождеств.
Площадь округа равна 6 053 км². Кенема является вторым (после Western Area Urban) по численности населения. Самым высоким местом в округе является Камбуи — высота города равняется 555 метрам (над уровнем моря).
Округ Кенема населён преимущественно народами темне и менде. Основной доход округ получает от добычи золота, алмазов, продажи кофе, какао, риса
Кенема до сих пор населяет большое количество беженцев из Либерии, переселившихся в Сьерра-Леоне во время первой и второй гражданских войн.
В 2006 году на территории округа Кенема было построено 91 здравохранительное учреждение — городские больницы, клиники и т.д. По данным 2005 года 1,9% населения округа страдают ВИЧ. На 2004/2005 год было зарегистрировано 35 учреждений начального и среднего образования. К 2004 году уровень грамотности жителей столицы округа (Кенема) составлял примерно 56% (67% мужчин, 46% женщин). Процент по округу (грамотность населения) составлял 21% (30% мужчин, 13% женщин), что немного меньше результата подобной проверки в округе Коинадугу. По уровню грамотности Кенема является самым отсталым из всех округов страны. По данным опросов, проведённых в столице округа (Кенема) школу посещают 61,9% детей, по общим данным округа - 44,2%.